# Dominique Bühler
Dominique Bühler (* 31. Mai 1983 in Baden AG) ist eine Schweizer Politikerin (Grüne) und seit 2021 Grossrätin des Kantons Bern. 2024/25 war sie Grossratspräsidentin.

## Leben
Dominique Bühler verbrachte ihre Kindheit in Kehrsatz. Als sie elf Jahre alt war, beschlossen ihre Eltern in die USA auszuwandern. Nach der Highschool studierte sie Biologie in North Carolina. Zurück in der Schweiz absolvierte sie einen Master an der Universität Zürich und ein Doktorat in Umweltwissenschaften an der ETH Zürich und der Eidgenössischen Forschungsanstalt für Wald, Schnee und Landschaft WSL. Bis 2016 absolvierte sie zudem einen Master in Toxikologie an der Universität Surrey in England. Bühler arbeitet beim Bundesamt für Gesundheit zum Thema Zulassung von Schädlingsbekämpfungsmitteln.
Dominique Bühler lebt mit ihrem Partner und ihrer Tochter in Liebefeld (Gemeinde Köniz).

## Politik
Dominique Bühler trat 2016 den Grünen Köniz und wurde ins Gemeindeparlament gewählt, wo sie von 2017 bis 2021 Mitglied der Geschäftsprüfungskommission war. 2021 konnte sie für Antonio Bauen in den Grossen Rat des Kantons Bern nachrücken und wurde 2022 wiedergewählt. 2022 wurde sich zur Vizepräsidentin und 2024 zu Präsidentin des Grossen Rates gewählt. Im Mai 2025 übergab sie das Amt der Grossratspräsidentin an Edith Siegenthaler (SP) weiter.
Bühler ist seit 2021 Co-Präsidentin der Grünen Mittelland-Süd und Vorstandsmitglied des Naturzentrum Eichholz.